# Microclima

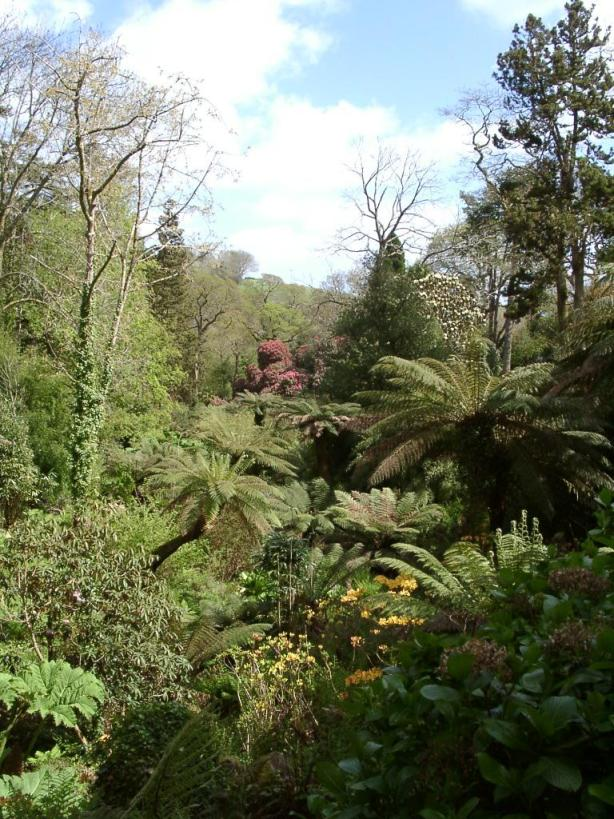
Falgueres arborescents de clima tropical creixent a Anglaterra de clima temperat, latitud 50° 15′ N

Un microclima és el conjunt de condicions climàtiques d'una zona que són diferenciades del clima general de l'àrea que l'envolta. El terme pot referir-se a una superfície de pocs metres quadrats (per exemple un jardí) o ser tan gran com uns quants quilòmetres quadrats (com passaria en una vall).
De fet, hi ha diferents microclimes per cada tipus d'ambient de la superfície de la Terra, ja que per exemple, sota una coberta vegetal hi ha un microclima determinat i sobre la mateixa coberta un altre de diferent. També prop de superfícies d'aigua hi ha un refredament de l'atmosfera local. En grans àrees urbanes on els maons, ciment, i asfalt absorbeixen l'energia del sol i irradien la calor a l'aire ambiental el resultat és una illa de calor que és un factor per al microclima urbà.
Les variables de meteorològiques d'un microclima, com són la temperatura, precipitació, vent o humitat poden ser lleument diferents de les condicions prevalents sobre la superfície global i d'aquelles que es podrien esperar sota certs tipus de pressió o coberta de núvols. De fet el microclima d'un lloc és una amalgama de molts microclimes lleugerament diferents.

## Diversos tipus de microclima

### Zones altes
Les superfícies elevades tenen un tipus específic de clima que resulta notablement diferent del de les terres més baixes que les envolten. La temperatura normalment davalla d'acord amb l'alçada a raó d'entre 5 i 10 °C per cada 1000 m que se'n puja en altitud, depenent de la humitat de l'aire.
A vegades, la inversió de temperatura fa que sigui més calenta la superfície que està a més altitud, però aquestes condicions rarament es perllonguen. En les muntanyes més altes la temperatura mitjana acostuma a ser més baixa amb els hiverns més llargs i els estius més curts. Les terres altes acostumen a ser també més ventoses, cosa que fa més extremats els hiverns. Això té efectes en animals i plantes que redueixen el seu període d'activitat o escurcen els seus cicles reproductius.
Les muntanyes prou altes formen núvols amb l'aire ascendent i això pot donar pluja en el costat encarat al vent i, en canvi, produir un vent ressec en l'altre costat (Efecte Föhn). En l'hemisferi nord el vessant sud (solana) és més calent que el vessant nord (obaga).
A banda de les inversions de temperatura una altra ocasió en la qual els turons poden ser més calents que les valls és durant les nits clares amb poc vent, especialment a l'hivern. Així com l'aire es refreda, comença a descendir cap a la vall i això de vegades pot portar boira i/o glaçada al fons de la vall. La baixada de l'aire pot crear vent catabàtic.

### Regions costaneres
El clima litoral està influït per la terra i el mar i on la costa forma una frontera. Les propietats termals de l'aigua són tals que la mar manté una temperatura relativament constant al llarg del dia comparada amb la terra. El mar també tarda molt a escalfar-se durant els mesos de l'estiu, i alhora molt de temps en refredar-se a l'hivern. En els tròpics, la temperatura del mar canvia poc i el clima de la costa depèn de l'efecte causat per l'escalfament de dia i el refredament de nit de la terra. Això implica el desenvolupament de la brisa des del mar (brisa marina) des del matí i des de la terra (brisa de terra) durant la nit. El clima tropical està dominat pels ruixats convectius i les tempestes que de forma contínua es formen sobre el mar, però només ho fan sobre la terra durant el dia i per això els ruixats es formen més sobre el mar que sobre la terra.
Al voltant dels Pols, la temperatura del mar roman baixa per la presència de gel, i la mateixa posició de la costa pot canviar quan es fon el gel o se'n torna a formar. A més es formen forts vents catabàtics.
En latituds temperades, el clima costaner depèn més de la influència marina que de la terrestre i les costes són més temperades que l'interior. Tanmateix, hi pot haver canvis considerables de temperatura a curt termini. A la banda exposada al vent la costa té una temperatura similar a la marina mentre que a la part no exposada al vent varia molt més. Amb excepció dels climes mediterranis, a la tardor i l'hivern la costa exposada al vent és més propícia a ruixats, en canvi, a la primavera i la tardor ho són més les de l'interior. També la boira pot persistir a la costa en les zones encarades al vent, en canvi, les no encarades són més seques. Quan hi ha una mica de vent a l'estiu no es formen les boires ni la pluja.

### Boscos
Els boscos tropicals humits cobreixen només un 6% de la superfície terrestre, però es creu que tenen un gran paper en el transport de vapor d'aigua a l'atmosfera. Això es deu al procés d'evapotranspiració, des de les fulles i el sòl, dels boscos. Les superfícies forestals de climes temperats poden ser més fresques i menys ventoses que les àrees amb herbacis del voltant, amb els arbres actuant com a tallavents i la radiació solar filtrada per fulles i branques. Tanmateix, aquestes diferències varien d'acord amb les estacions això és mentre els arbres tenen fulles, i el tipus de vegetació caducifòlia o persistent. Alguns tipus d'arbres com els xiprers són especialment aptes per fer de tallavents

### Microclima urbà
L'efecte de l'illa de calor, efecte de la impermeabilització del sòl, la variació en la direcció i la intensitat del vent, etcètera es donen emb més intensitat a les grans urbs, però en menor escala també es presenten en ciutats petites.